# Charlotte Eustache Sophie de Fuligny-Damas
Charlotte Eustache Sophie de Fuligny-Damas, épouse Grollier, dite Marquise de Grollier, née le 21 décembre 1741  à Dijon et morte le 13 septembre 1828 à Épinay-sur-Seine, est une peintre française, élève de Jean-Baptiste Greuze et Gérard van Spaendonck. Elle est considérée à son époque comme une grande spécialiste des fleurs, aussi bien sur toile que naturelles.
La mémorialiste Félicité de Genlis dit d'elle : « Nous avons plusieurs paysagistes excellents. [...] Madame la marquise de Grollier a atteint la perfection de ce genre par le fini, la fraîcheur de ses tableaux, et par les ingénieuses compositions qui les animent ».

## Biographie

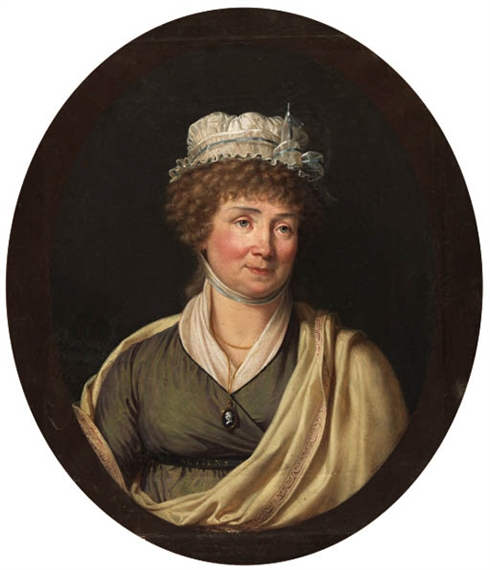
Portrait de la marquise de Grollier
par Francois-Xavier Fabre

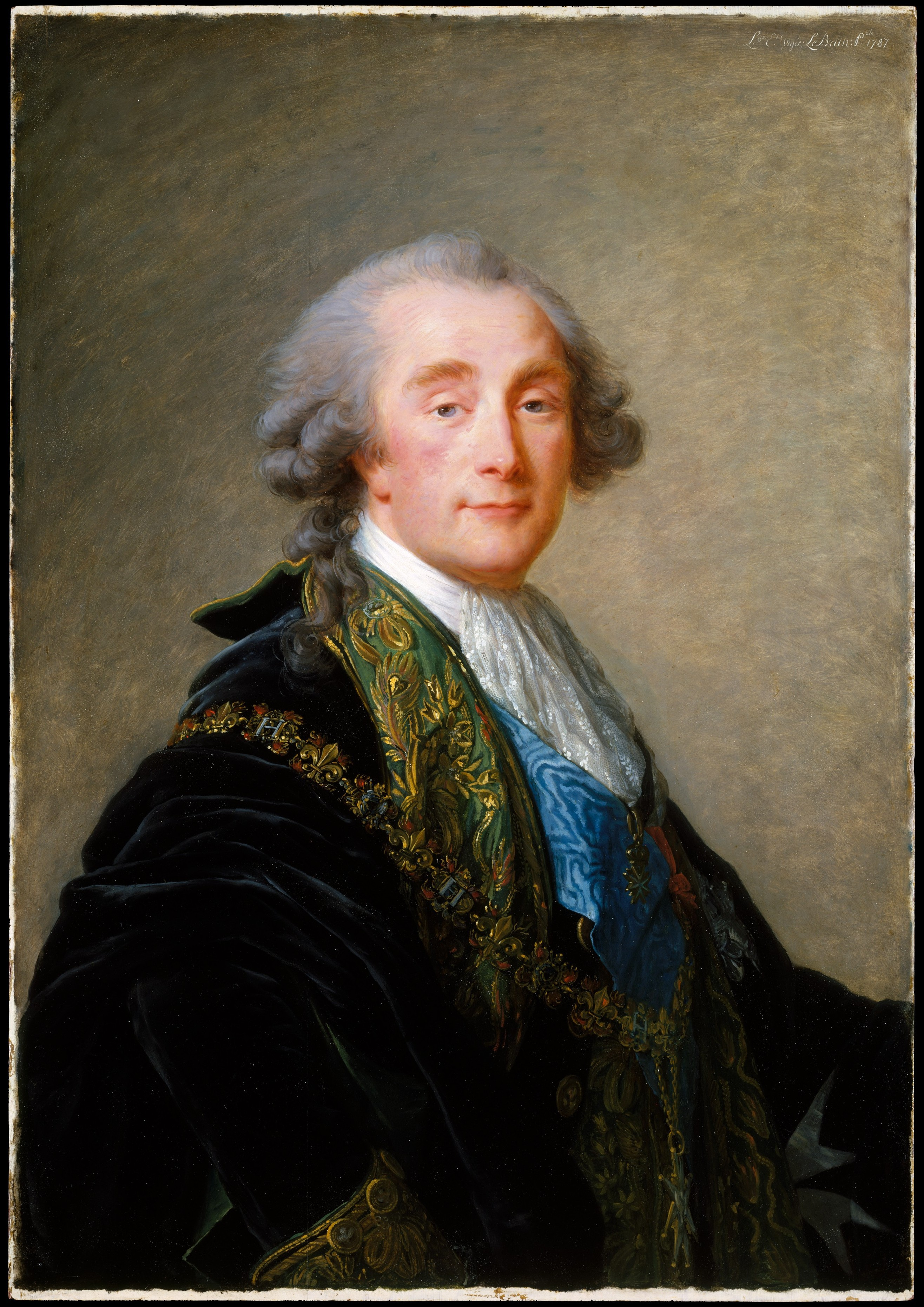
bailli de Crussol
par Élisabeth Vigée Le Brun

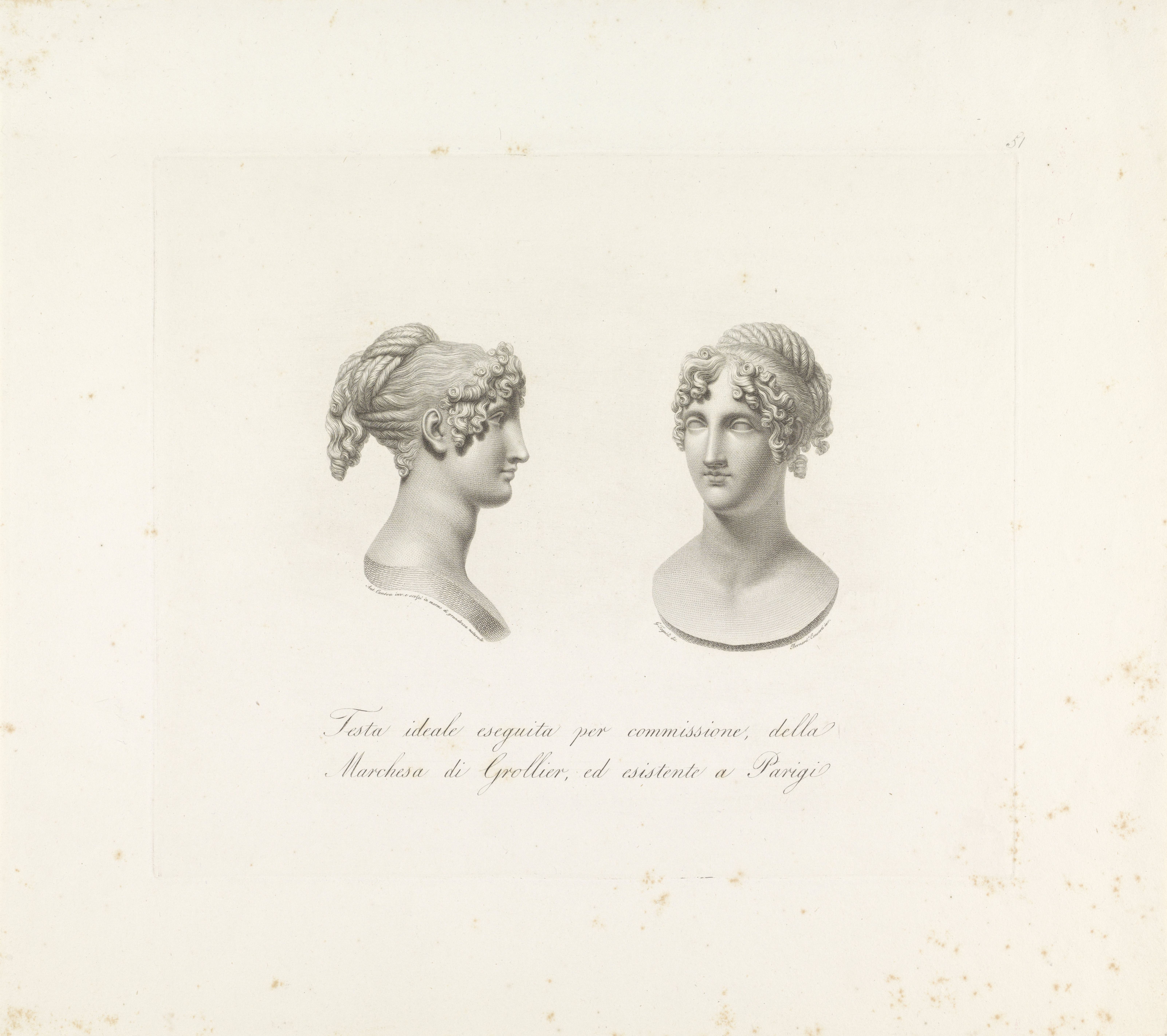
tête idéale commandée à Antonio Canova par la marquise de Grollier, conservé au Rijksmuseum Amsterdam

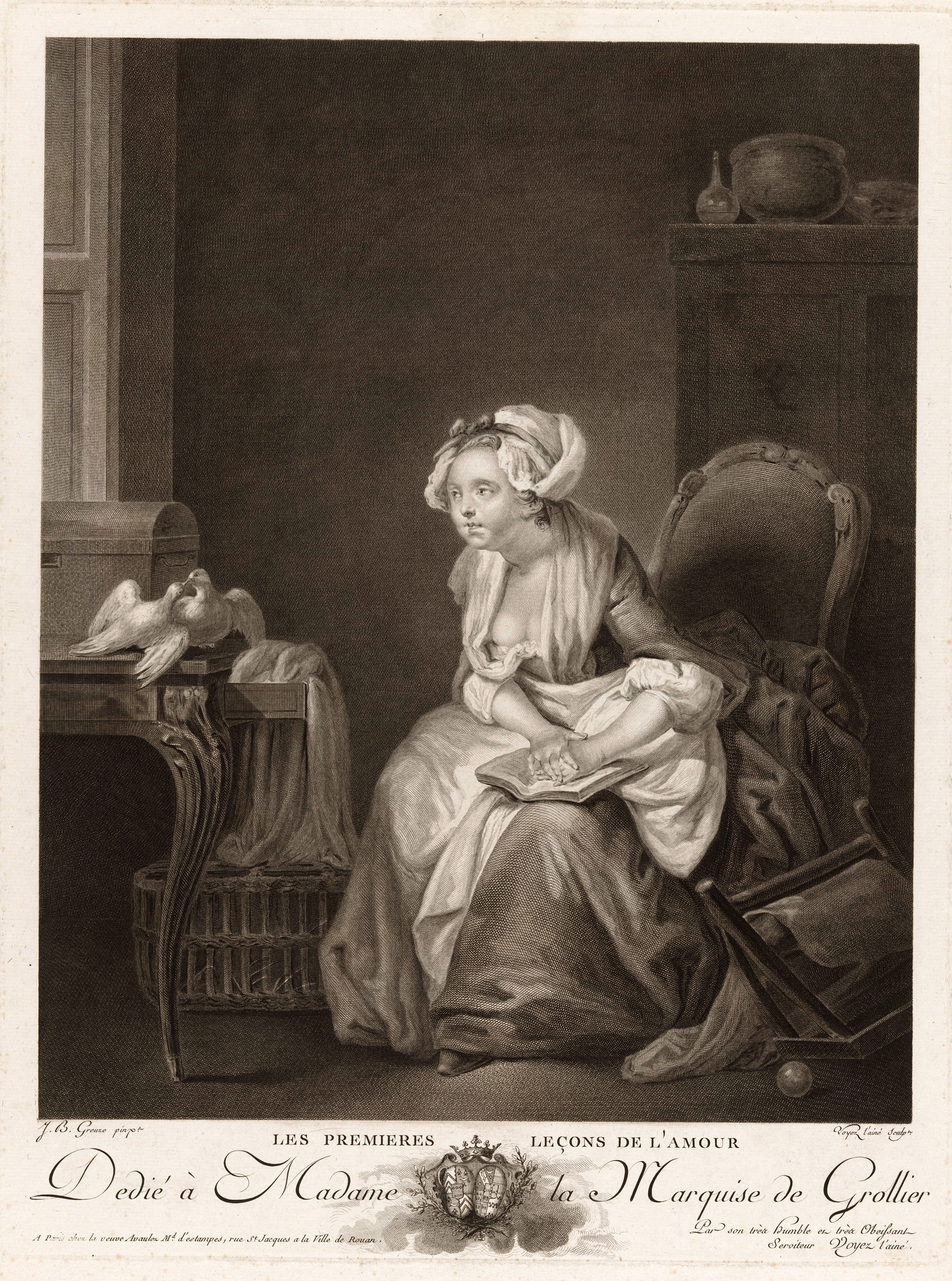
Les premières leçons de l'amour, par Jean-Baptiste Greuze, gravé par Nicolas Joseph Voyez ainé, dédié à la Marquise de Grollier

Sophie de Fuligny-Damas perdit son père à l'âge de 3 ans. En 1750, elle rejoignit les dames chanoinesses de Remiremont, elle avait 7 ans. Les chanoinesses lui donnèrent une éducation classique, grec et latin.
Elle fut mariée le 20 février 1760 à Pierre-Louis de Grollier, Marquis de Grollier et de Treffort (18 décembre 1730 - 26 décembre 1793) , gouverneur de Pont d'Ain, député de la noblesse. Ils vécurent au début de leur mariage au château de Pont d'Ain où elle fut très aimée des pauvres de la ville.
Quelque temps plus tard, elle rejoint la Cour à Versailles, habitant aux Tuileries les appartements de Marie-Antoinette. Amoureuse des jardins, comme sa mère, elle en créa un de toutes pièces près de Lainville, qu'elle appela Vaucluse.
Elle perd son mari en 1793, guillotiné à Lyon.
Avant que la Révolution ne la force à s'expatrier, elle participa à des cercles politiques et salons littéraires féminins comme celui de Françoise-Augustine Duval d'Eprémesnil, épousé d'un député de l’Assemblée constituante et elle fut citée dans l’instruction d'une conspiration royaliste. En émigration, elle voyage en Suisse, en Allemagne et en Italie. À Florence son talent fut rapidement reconnu et son atelier fut fréquenté par des artistes célèbres. Le sculpteur italien Antonio Canova l'avait même surnommée "le Raphaël des fleurs". La peinture ne fut pas son seul art, elle se mit à la mosaïque et y fit merveille.
Joseph-Marie Vien, directeur de l'Académie de France à Rome, demande et obtient son retour en France.
Elle s'installe avec son neveu le bailly Alexandre-Charles-Emmanuel de Crussol, pair de France, au château d'Épinay-sur-Seine, où elle exerce son art de l'horticulture et de la peinture, autant que lui permettait sa vue qui déclinait. L'aménagement du jardin a été décrit par la comtesse de Genlis : déplacement des arbustes et arbres d'iles et pont de corde pour surprendre Alexandre de Humboldt.
Aimé Bonpland, botaniste, explorateur et intendant général des domaines de Malmaison, la résidence de l'impératrice Joséphine, reçoit cette lettre de Humboldt : « Je dois te prier instamment, cher Bonpland, de me donner des arbustes de pleine terre pour M. de Chateaubriand. Mme de Grollier me persécute pour cela et j’ai mille raisons de ne pas lui déplaire. » Le jardin de Malmaison est à cette époque très prestigieux et reçoit toutes les plantes rares ramenées des campagnes napoléoniennes ainsi que les présents faits à Joséphine, passionnée de botanique, des grandes expéditions scientifiques de l'époque. Les plants demandés sont destinés à la Vallée-aux-Loups occupée par Chateaubriand de 1807 à 1818.
En 1815, elle perd son neveu qui était son appui. Elle se met alors à prodiguer de larges aumônes en son nom.
En 1823, sur les conseils du général-baron Parguez, elle fait appel à Louis-Georges Mulot pour creuser un puits artésien dans son parc, afin d'avoir de l'eau pour son jardin et donner de l'eau pure aux habitants d’Épinay. Les travaux durèrent trois ans, mais l'eau jaillit enfin et Louis-Georges Mulot fut décoré d'une médaille d'or par la Société royale et centrale d'agriculture à la suite du rapport qu'en fit Louis-Étienne Héricart de Thury. Elle demanda, et obtint de faire partie des membres fondateurs de la Société d'Horticulture, à qui elle offrit un de ses tableaux.
Mais elle s'éteignit peu de temps après, en 1828, à l'âge de 86 ans. Jusqu'à son décès elle demeura une figure de son temps, en témoigne le poème rédigé par Chateaubriand en 1818 sur ses fleurs immortelles ou celui publié à l'occasion de la mort son chien Pénate en 1826.

Œuvres de la Marquise de Grollier
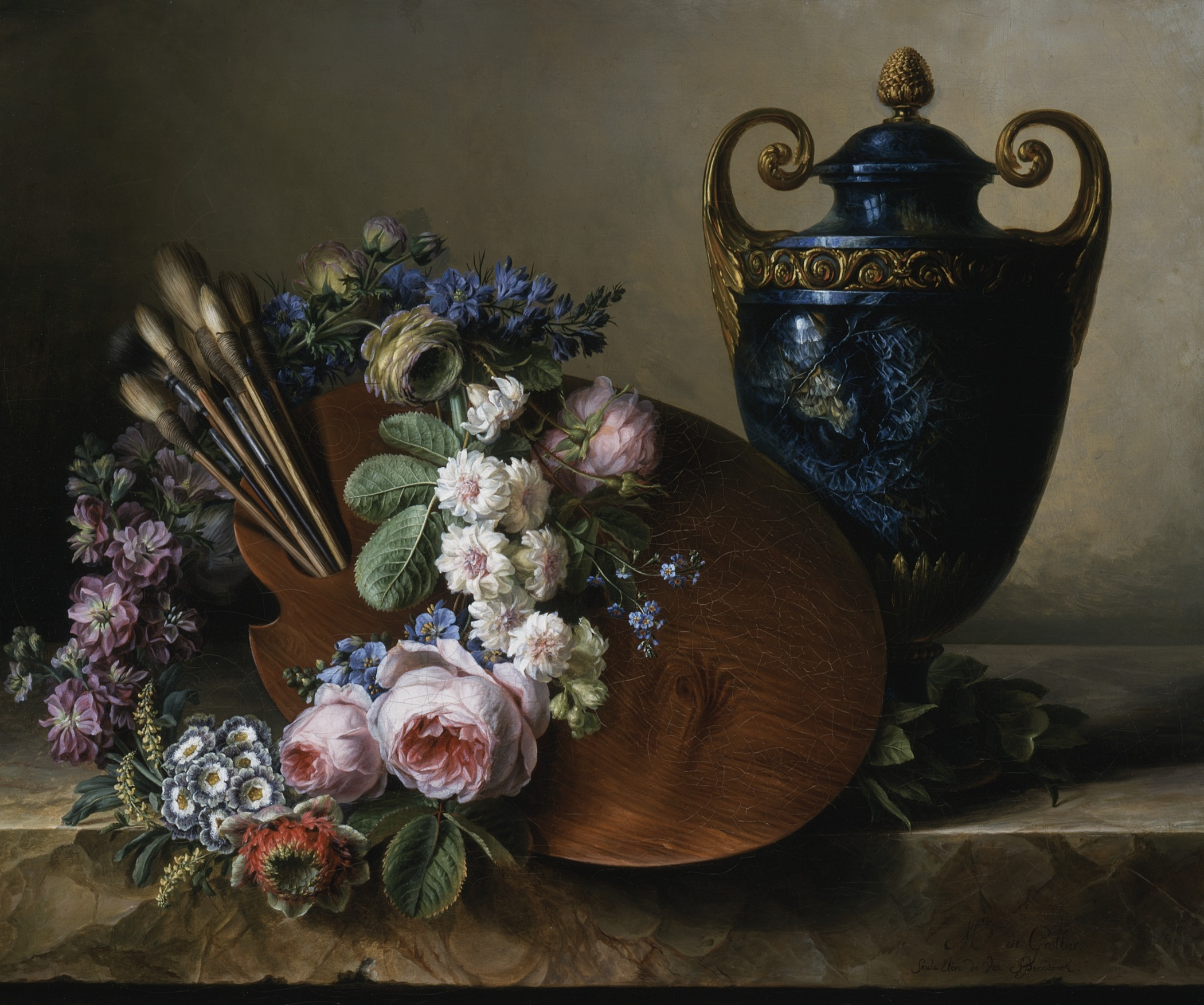
Still life. An Homage to Van Spaendonck circa 1780-1790 Musée d'art du comté de Los Angeles
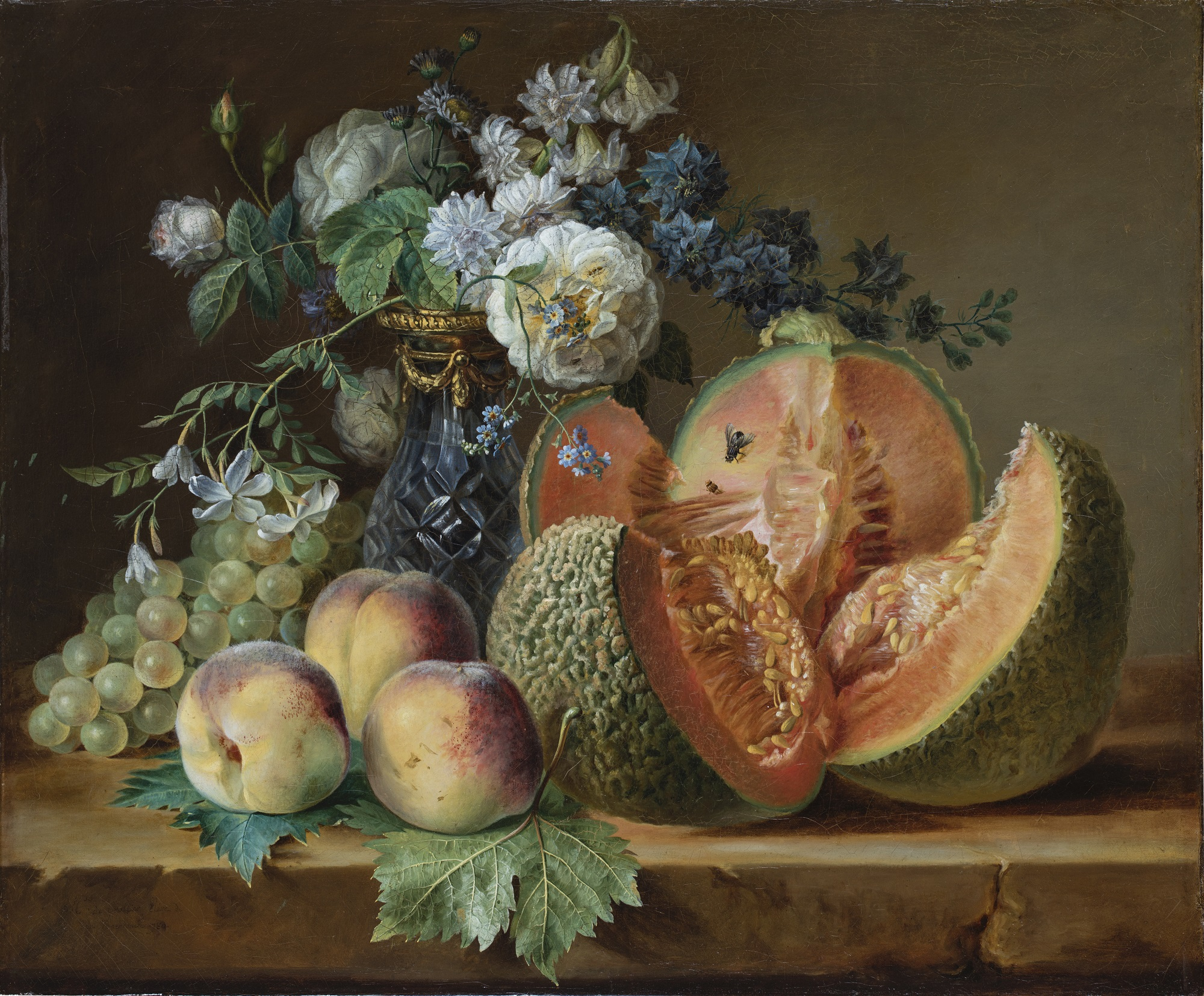
Nature morte avec des pêches, des raisins, un melon et un vase de fleurs 1780 Metropolitan Museum of Art, New York

## Famille
Son père était Henry Anne de Fuligny-Damas (3 mai 1669 - 24 février 1745), Comte de Rochechouart, Baron de Couches, de Marigny-sur-Ouche, d'Aubigny, d'Agey et de Saint-Pereuse. Il s'est marié en 1735 avec Marie-Gabrielle de Pons de Rennepont (1711-1778). Ils eurent trois enfants : Antoine-Alexandre, Jean-Baptiste François Gabriel et Charlotte Eustache Sophie. Sa mère était, comme elle passionnée de jardin. Elle dessina celui du château d'Agey, près de Dijon, propriété de son mari.
Elle eut, avec Pierre Louis de Grollier, deux enfants :
- Eugène (1765-1810), marié en 1797 avec Bonne Désirée de Choiseul-Praslin.
- Claudine Alexandrine (1763-1849), mariée le 28 octobre 1781, Pont d´Ain (01), avec Benoît marquis de Sales comte de Duingt (1760-1797). Elle passe les Alpes, sous la Terreur, avec un mulet qui porte sa fille Pauline d'un côté, la harpe de l'autre (Pauline épousera Félix-Léonard de Roussy de Sales).

## Madame Vigée Le Brun
Élisabeth Vigée Le Brun et elle étaient de grandes amies. Élisabeth Vigée Le Brun ne tarit pas d'éloges sur la marquise dans ses souvenirs :
"'Madame de Grollier, quoiqu'elle recherchât peu le monde, était connue de toute la haute société, dont elle faisait le charme et l'ornement par son esprit supérieur...
Sa conversation, toujours animée, était riche d'idées, pleine de traits, et pourtant on ne pourrait citer parmi tant de bons mots qui lui échappaient sans cesse, un seul mot qui fût entaché de médisance...
Madame de Grollier peignait les fleurs avec une grande supériorité. Elle parlait peinture à merveille, comme elle parlait de tout, au reste, car je ne suis jamais sortie du salon de madame de Grollier, sans avoir appris quelque chose d'intéressant ou d'instructif...
...tant de générosité de cœur, tant de noblesse d'âme, qu'elle a dû à cette façon d'être des amis véritables et dévoués, qui lui sont restés fidèles jusqu'à son dernier jour.
Personne d'ailleurs, n'avait autant que madame de Grollier, ce charme dans les manières, ce ton parfait, que l'on ne connaît plus aujourd'hui et qui semble avoir fini avec elle; car hélas! elle a fini, et cette pensée est une des bien tristes pensées de ma vie; elle a fini, jouissant encore des hautes facultés de son esprit. Elle adressa à Dieu une prière qui fit fondre en larmes et saisit d'admiration tous ceux qui l'écoutaient. Elle pria pour elle, pour son pays, pour cette restauration qu'elle croyait devoir assurer le bonheur des Français. Elle parla longtemps comme Homère, comme Bossuet, et rendit le dernier soupir.'"

### Ses œuvres
- Une de ses miniatures
- Un hommage à van Spaendonck